# Szallalat Uzud
Szallalat Uzud (arab. شلالات ازود, fr. Cascades d'Ouzoud) – wodospad na rzece Wadi Uzud w Maroku, ok. 150 kilometrów na północny wschód od Marrakeszu, w pobliżu miejscowości Azilal w Atlasie Średnim. Główna kaskada ma wysokość 110 metrów; poniżej rzeka tworzy szereg mniejszych kaskad, po czym wpada do rzeki Wadi al-Abid. W okolicach wodospadu żyją makaki berberyjskie.